# Tel Gat Chefer
Tel Gat Chefer (hebrejsky: תל גת חפר) je vrch o nadmořské výšce 412 metrů v severním Izraeli, v Dolní Galileji.
Leží cca 5 kilometrů severovýchodně od Nazaretu a v severní části vysočiny Harej Nacrat. Má podobu výrazného sídelního pahorku typu tel, který je situován přímo v západní části města Mašhad. Vlastní vrcholová partie ale zůstává nezastavěna. Jde totiž o archeologickou lokalitu, identifikovanou jako biblické židovské sídlo Gat Chefer. Ve Starém zákonu je o něm zmínka například v Knize Jozue, přičemž toto sídlo mělo být součástí území izraelského kmene Zabulón. Podle tradice tu měl pobývat a být i pohřben prorok Jonáš. Nedaleko od severozápadních svahů pahorku začíná lesní komplex Ja'ar Cipori. Okolí je jinak převážně stavebně využito, na jihu se terén zvedá směrem k Nazaretu a hoře Har Jona.